# 732 (spoorwegrijtuig)
Het Aanhangrijtuig serie 732 is een voormalige serie van 30 (aanhang)rijtuigen van Belgische spoorwegen voor binnenlands verkeer. Van de jaren 50 tot de jaren 80 waren de 732-rijtuigen in gebruik. De rijtuigen waren gebouwd om te dienen als aanhangrijtuigen van dieselmotorrijtuigen series 602 - 606, later bekend als de reeksen 42 - 45.

## Indeling en uitvoering
Bij de indeling zijn sterke gelijkenissen te trekken met de motorrijtuigen 603. De gehele aanhangwagen bestond uit één afdeling, in het midden voorzien van een toegangsplatform. De banken waren uitgevoerd in aluminium en waren met kunstleer bekleed. Er was een wc aanwezig. 
Bij de aflevering hadden de rijtuigen twee kleuren groen, al na korte tijd teruggebracht tot één kleur groen. Vanaf het jaar 1969 werd een deel van de rijtuigen in rood en geel gestoken. Sommige rijtuigen kregen deze nieuwe kleurstelling niet, omdat deze al eerder buiten dienst gesteld werden.

## Inzet
De aanhangrijtuigen zijn relatief weinig ingezet. Niet alleen waren deze al bedoeld als versterking van de drukste treinen van de dag. Alleen tijdens de piekuren waren zij gepland om ingezet te worden. Daarnaast viel het gewicht van de treinen tegen en konden zij relatief moeilijk getrokken worden door de motorrijtuigen. 
Bij de aflevering werden de 20 rijtuigen verdeeld over Landen, Aarschot en Brussel. Later kwamen de rijtuigen ook te rijden vanuit Leuve, Jemelle en Kinkempois. De rijtuigen hebben onder meer dienst gedaan op de volgende spoorlijnen: 21, 23, 127, 142 (allen buiten gebruik nu) en 15, 36.

## Tweede leven
Hoewel het grootste gedeelte van de rijtuigen is gesloopt, heeft een klein deel van de vloot een tweede leven gekregen, voornamelijk in de vorm van museummaterieel.
| Nummer | Bij                          | Opmerking                                       | Afbeelding |
| ------ | ---------------------------- | ----------------------------------------------- | --- |
| 732.10 | TSP                          | Aanwezig in 1985. Verdere informatie ontbreekt. | https://web.archive.org/web/20210620134033/https://www.pfttsp.be/index.php/nl-NL/materieel/rijtuigen/165-732-10 |
| 732.04 | Stoomtrein Dendermonde-Puurs |                                                 | |
| 732.20 | Stoomtrein Dendermonde-Puurs |                                                 | |